# Nepte
Nepte foi um assentamento romano da antiga província de Bizacena, na atual Tunísia, que é atualmente identificada com a cidade de Nefta. Desde 1933, é uma sé titular da Igreja Católica representando a extinta diocese que ali existia.

## Histórico
Morcelli atribui a essa diocese o bispo donatista Quodvultdeus, que participou da concílio de Cartago em 411, na qual os bispos católicos e donatistas da África romana se reuniram. Segundo Mesnage, Quodvultdeus poderia pertencer à diocese de Nebi na Numídia. O bispo São Lieto sofreu o martírio durante a perseguição ao rei vândalo Hunerico, "arso sul rogo", como o Martirológio Romano nos lembra na data de 6 de setembro. Lieto participou do sínodo reunido em Cartago pelo rei húngaro em 484.
Hoje Nepte sobrevive como uma sé titular; o atual bispo titular é Francisco Javier Martínez Castillo, bispo auxiliar de Puebla de los Ángeles no México.

## Bispos-titulares
- Thomas Hughes, S.M.A. (1943 - 1950)
- Alois Haene, S.M.B. (1950 - 1955)
- Edmund Joseph Reilly (1955 - 1958)
- Custódio Alvim Pereira † (1958 - 1962)
- Igino Eugenio Cardinale † (1963 - 1983)
- Camillo Ruini (1983 - 1991)
- Michael Louis Fitzgerald, M.Afr. (1991 - 2019)
- Ignacio Damián Medina (2019 - 2023)
- Francisco Javier Martínez Castillo (desde 2023)